# Cymatopus leopoldi
Cymatopus leopoldi är en tvåvingeart som beskrevs av Henk J.G. Meuffels och Patrick Grootaert 1984. Cymatopus leopoldi ingår i släktet Cymatopus och familjen styltflugor. Inga underarter finns listade i Catalogue of Life.